# یاکوولف یاک-۱۴۱
یاکوولف یاک-۱۴۱ (به روسی: Яковлев Як-141) که با نام یاک-۱۴۱ نیز شناخته می‌شود، یک هواپیمای جنگنده مافوق صوت برخاست و فرود عمودی شوروی است که توسط یاکوولف طراحی شده‌است.

## طراحی و توسعه
یاکوولف همیشه بر این باور بود که یاک-۳۸ یک هواپیمای موقت است، و برای کسب تجربه در طراحی و توسعه هواپیماهای نظامی برخاست عمود توسعه یافته‌است. حتی قبل از معرفی یاک-۳۸، نیروی دریایی اتحاد جماهیر شوروی به دنبال هواپیمای جامع‌تر با قابلیت‌های بیشتر از یاک-۳۸ بود. نتیجه یک قرارداد طراحی بود که در سال ۱۹۷۵ به یاکوولف پیشنهاد شد. برخلاف یاک-۳۸، این هواپیما باید دارای سرعت مافوق صوت باشد. انتظار می‌رفت مانورپذیری، رادار و بارهای تسلیحاتی یاک-۱۴۱ مشابه جنگنده‌های خط مقدم فعلی مانند سوخو-۲۷ و میگ-۲۹ باشد. این هواپیما راهی برای بازگشت به طراحی هواپیماهای جنگنده شوروی در نظر گرفته شد.
به دلیل اهمیت و پیچیدگی این پروژه، الکساندر سرگیویچ یاکوولف بخش بزرگی از دفتر طراحی خود را به توسعه جنگنده جدید عمودپرواز اختصاص داد که کمتر از ده مهندس ارشد به‌طور همزمان روی برنامه‌ای که «محصول ۴۸» نامیده می‌شد کار می‌کردند (ارتش آن را یاک-۴۱ نامیده بود). بیش از پنجاه طرح از یاکوولف مورد بررسی قرار گرفت. یکی از مشکلات کلیدی طراحی یک هواپیما، رانش بردار و پس سوز بود که برای سرعت‌های مافوق صوت پایدار ضروری بود. طراحی دو موتوره برای یاک-۱۴۱ در نظر گرفته شد، اما به دلیل مشکلات فنی لغو شد؛ زیرا از دست دادن یک موتور در هنگام فرود منجر به غلتش به پهلو می‌شد. زمان قابل توجهی برای ساخت نازل مستطیلی و مسطح مشابه آنچه که بعداً در اف-۲۲ رپتور آمریکایی استفاده شد، صرف شد. چنین نازلی برای تغییرات در پیکربندی مورد نیاز هم برای بردار رانش و هم برای پرواز مافوق صوت مناسب بود و امکان ایجاد یک دم باریک و کم عمق را داشت. در نهایت، از یک نازل دایره‌ای استفاده شد.
قطعات در معرض حرارت بیش از حد موتورها بودند، و قرار بود ۲۵ درصد هواپیما از گرافیت یا ماده کامپوزیت ساخته شود.

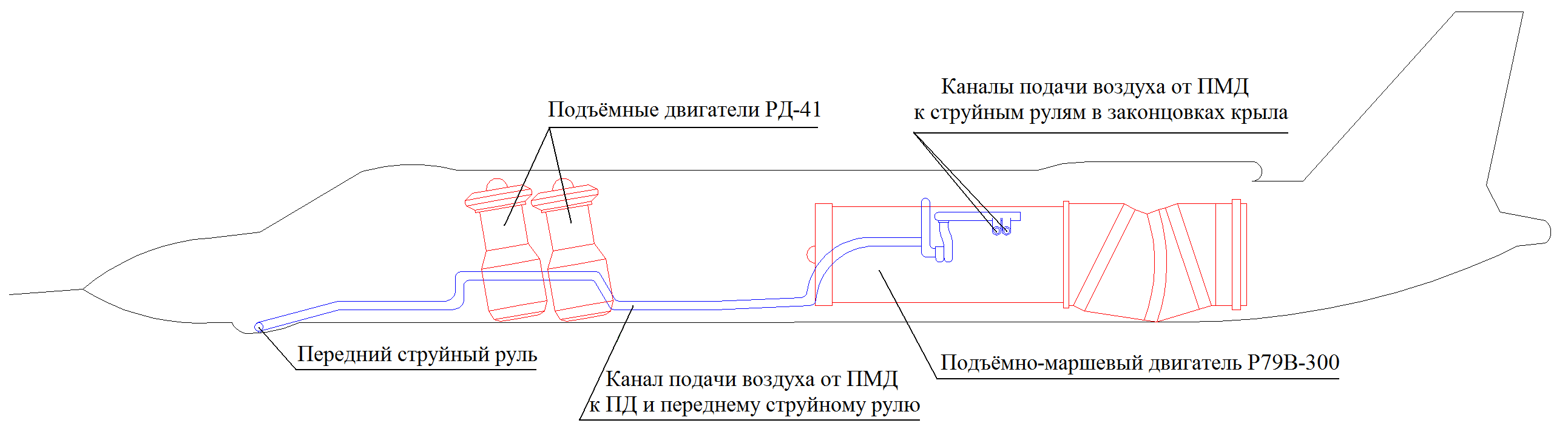
چیدمان نیروگاه یاک-۱۴۱

هر سه موتور یاک-۱۴۱ از طریق یک سیستم دیجیتالی به هم پیوسته کنترل می‌شدند که می‌توانست راه‌اندازی موتور را کنترل کند و نیروی رانش هر سه موتور را در هنگام فرود و پرواز در هوا تعدیل کند.

## نسخه‌ها
یاک-۴۱
دو نمونه اولیه پرواز
یاک-۴۱ ام
هواپیمای تولیدی پیشنهادی با پسوندهای ریشه پیشروهای بزرگ و سایر پیشرفت‌ها، به ویژه در مجموعه اویونیک
یاک-۴۳
توسعه پیشنهادی یاک-۴۱ ام «فری‌هَند» مجهز به موتورهای کوزنتسوف ان‌کی-۳۲
یاک-۱۴۱
این نام در ابتدا برای یک یاک-۴۱ برای اهداف تبلیغاتی و اطلاعات نادرست هنگام ثبت سوابق در اف‌ای‌آی (فدراسیون بین‌المللی هوانوردی) و بعداً برای اهداف تبلیغاتی توسط یاکوولف اعمال می‌شد.

## کاربران
اتحاد جماهیر شوروی
- نیروی دریایی شوروی